# Тиранчик-чубань перуанський
Тира́нчик-чуба́нь перуанський (Lophotriccus vitiosus) — вид горобцеподібних птахів родини тиранових (Tyrannidae). Мешкає в Південній Америці.

## Опис
Довжина птаха становить 10 см, вага 6-8,5 г. Верхня частина тіла оливково-зелена, на голові невеликий, в залежності від підвиду жовтуватий або сіруватий чуб. Крила чорнуваті з жовтими смужками і жовтуватими краями. Нижня частина тіла жовтувата, горло, груди і боки поцятковані сірими смужками.

## Підвиди
Виділяють чотири підвиди:
- L. v. affinis Zimmer, JT, 1940 — південно-східна Колумбія (від Мети на південь до Путумайо, Ваупеса і Амасонаса), північно-західна Бразилія (на північ від Амазонки, на схід до верхньої течії Ріу-Неґру), східний Еквадор і північний схід Перу;
- L. v. guianensis Zimmer, JT, 1940 — Гвіана і північно-західна Бразилія (на північ від Амазонки, від нижньої течії Ріу-Неґру на схід до Амапи;
- L. v. vitiosus (Bangs & Penard, TE, 1921) — Перу на південь від Мараньону і на схід від Укаялі (від Сан-Мартіна до Лорето і Уануко);
- L. v. congener Todd, 1925 — південний захід Амазонасу (Бразилія) і схід Укаялі (Перу).

## Поширення і екологія
Перуанські тиранчики-чубані мешкають в Бразилії, Гаяні, Французькій Гвіані, Суринамі, Еквадорі і Перу. Вони живуть в підліску вологих рівнинних тропічних лісів і на узліссях. Зустрічаються на висоті до 800 м над рівнем моря. Перуанські тиранчики-чубані зустрічаються переважно поодинці, іноді парами. Живляться комахами, на яких чатують серед рослинності.